# Belasiza Petritsch
Der PFK Belasiza Petritsch ist ein bulgarischer Fußballverein aus Petritsch. Der Verein spielte bis zur Saison 2008/09 in der höchsten Spielklasse Bulgariens, der A Grupa. Die Vereinsfarben sind grün-weiß-rot.

## Allgemeines
Der Verein wurde 1923 als FC Manusch Wojwoda gegründet. 1928 in FC Ljubomir Wessow, drei Jahre später in FC Makedonija, weitere 15 Jahre später in FC Ilinden und zwei Jahre später in FC Spartak umbenannt, kam der Verein 1957 endgültig zu seinem heutigen Namen PFK Belasiza Petritsch. Der Verein setzte sich aus vier anderen Verein aus Petritsch zusammen. Der Verein spielt im Zar-Samuil-Stadion, das 15.000 Zuschauer fasst.

## Spielzeiten der A Grupa
|  |

|  |

## Bekannte Spieler
- Angel Manolow, Torhüter
- Claudio Dianu, Verteidiger ausgeliehen von Lewski Sofia
- Anton Lichkow, Verteidiger
- Júlio César, Verteidiger  ehemaliger Profi in Brasilien und Türkei
- Georgi Petrow, dreifacher Internationaler, ehemaliger Profi bei Lewski Sofia und in der Volksrepublik China, Meister mit Lokomotive Plowdiw 2004
- Daniel Gadjew, Verteidiger
- Blagoj Nakow, Mittelfeldspieler und Urgestein
- Dimitar Narkow, Verteidiger ehemaliger Profi bei Slawia Sofia
- Eduardo Du Bala, Stürmer, ehemaliger Profi in Brasilien